# Berenguer de Puigpardines
Berenguer de Puigpardines (Sant Privat d'en Bas, Comtat de Besalú ? - ?), fou un cronista català que presumptivament visqué en el segle xv. Puigpardines és autor de la crònica catalana denominada Sumari d'Espanya, d'interès purament nobiliari per a ús de Catalunya, que se suposa escrita en temps de Berenguer «el Gran», però que en realitat ho fou, durant el regnat d'Alfons el Magnànim. Puigpardines copià en les seves cròniques fragments sencers de diversos cronistes i, sobretot, de Pere Tomic. A Sant Privat encara s'hi conserven restes del castell senyorial que va pertànyer a la família de Puigpardines, una de les primeres que s'establiren en el comtat de Besalú després de la Reconquesta, i entre els quals senyors figuren, a més de Guillem Berenguer (986), que formà part de la host del comte de Besalú, Oliba Cabreta, en acudir aquesta crida del comte Borrell II per la conquesta de Barcelona, que havia estat presa per Almansor; Ramon, que figurà en l'expedició de catalans a Còrdova el 1010 i altra del mateix nom, que acompanyà a l'Infant Alfons en la campanya de Mallorca, la qual capital es rendí el dinou de novembre de 1285.
Pérez Bayer i Torres Amat suposen que la primera redacció d'aquesta obra fou feta en llatí i que posteriorment fou traduïda en català, basant-se en el fet que aquesta llengua és força més correcte que el català que s'usava en el segle xii. Es conserven dos manuscrits d'aquesta obra en la Biblioteca de l'Escorial, i n'han publicat edicions fragmentàries.